# Egon Johnsson
Egon "Atom-Egon" Johnsson, född 6 december 1926 i Höganäs församling, död 20 juli 1985, var en svensk fotbollsspelare (anfallare), som spelade för Gais i allsvenskan åren 1948–1950 och sedan var proffs i Frankrike och Schweiz 1950–1962, för klubbarna Stade Français, RC Lens, FC Nancy, FC Lausanne-Sport, SC Toulon och Yverdon-Sport FC. Han var känd för sitt oerhört hårda skott, och spelade även två A-landskamper för svenska landslaget.

## Biografi

### Unga år
Johnsson föddes i Höganäs. Han var son till målaren Einar Jonsson och hans hustru Ester Alfrida Ingeborg. Som barn var han inte direkt fotbollsintresserad utan ägnade sig framför allt åt brottning. På 1930-talet var dock Höganäsbröderna Lennart och Torsten Bunke framgångsrika stjärnor i Hälsingborgs IF:s fotbollslag, och inspirerad av dessa började Johnsson även spela fotboll i Öresunds BK. Han fortsatte att träna brottning om vintrarna, något som även kom att hjälpa honom i fotbollskarriären genom att göra honom smidig, snabbtänkt och hård i kroppen. Han tog värvning i det militära som relativt ung, och mellan 16 och 19 års ålder spelade han inte fotboll mer än någon gång i månaden. Han sade själv senare att detta antagligen inverkade menligt på hans teknik, men att det i stället gav honom kraft, snabbhet och framåtanda.
I det militära var Johnsson förlagd vid A 2 i Göteborg. Regementet hade övningsfält på Tånga hed i Vårgårda, och efter en kortare sejour i Utbynäs SK hamnade han i Vårgårda IK, där han mellan 1945 och 1947 spelade totalt 21 matcher. Efter avslutad militärtjänstgöring flyttade Johnsson tillbaka till Höganäs, där han spelade för Höganäs BK, men då han hade träffat en flicka i Vårgårda återvände han till Göteborg för att kunna träffa henne oftare. Hans första klubbadress i Göteborg blev Redbergslids IK, där hans målfarlighet och hårda skott gjorde att han sommaren 1948 värvades till Gais i allsvenskan.

### Gais och landslaget
I Gais sattes Johnsson till en början som back i reservlaget, där den opolerade talangen skulle skolas och dessutom kunde göra nytta genom att sparka undan bollar med sitt hårda skott. När han väl fick chansen i A-laget gjorde han stor succé: under sin första allsvenska säsong, 1948/1949, gjorde han 14 mål på 20 matcher och blev intern skyttekung när Gais slutade trea i allsvenskan.
Efter framgångarna med Gais gjorde Johnsson landslagsdebut när Sverige mötte England på Råsunda den 13 maj 1949, då han spelade högerytter i en kedja tillsammans med Gunnar Gren, Hasse Jeppson, Henry "Garvis" Carlsson och Bertil Bäckvall. Inför matchen både risades och rosades uttagningen. I Dagens Nyheter kunde man läsa: "Någon lämpligare chanstagare i detta avseende [som högerytter] än vårens energiknippe Egon Johnsson i Gais torde näppeligen kunna uppletas. Han har den rätta känslan för var målet är beläget och är med alla sina tekniska brister i övrigt dock en virtuos på huvudet." Andra medier var dock mer tveksamma till att ta ut någon "som inte kunde spela utan bara dög till att tjonga i väg en boll", som O'Kay Lidström 1957 parafraserade det.
Johnsson blev dock en sensation på Råsunda. Sverige vann med 3–1 och Johnsson gjorde ett mål. Målet, som kom i den 39:e minuten och innebar 3–0 till Sverige, var ett patenterat stenhårt långskott om vilket Idrottsbladet skrev: "Egon, den ardennerstarke, brydde sig inte om att dämpa passningen från Gunnar Gren; han slog till direkt från 25 meters håll. Det blev ett skarpskott som gick in i krysset innan målvakten Ted Ditchburn eller någon annan hunnit blinka." Johnsson hade ett par ytterligare farliga skott i matchen, och ett av dem gick till och med i mål, men blev bortdömt för offside på Hasse Jeppson och Johnsson fick nöja sig med ett mål. Det var första gången någonsin som Sverige besegrat England, och även om målet var långt ifrån avgörande gjorde det Johnsson till en stjärna. Några veckor senare gjorde Johnsson ytterligare en landskamp, en VM-kvalmatch mot Irland den 2 juni 1949 (seger 3–1), men på en blöt och hal plan gick han mållös ur matchen. Han spelade därefter också en inofficiell match mot pressens lag den 9 juni 1949.
Säsongen 1949/1950 spelade Johnsson Gais samtliga 22 matcher men stannade på 9 mål, vilket dock räckte till att dela Gais interna skytteligatitel med den nye högerinnern Karl-Alfred Jacobsson. Det var en i sammanhanget blygsam målskörd för en blivande stjärna, och landslagets uttagningskommitté tog inte ut honom till fler landskamper. Johnsson hade som mål att först bli uttagen till VM i Brasilien 1950 och därefter bli proffs utomlands, men trots att han fanns med i diskussionen om möjliga spelare i VM-truppen fick han aldrig följa med landslaget till Brasilien. Det har spekulerats i att petningen berodde på att Svenska fotbollförbundet på grund av proffsflykten efter OS 1948 inte ville att fler spelare skulle söka lyckan utomlands, och därför var ovilligt att ta ut en spelare som så tydligt deklarerade att han ville bli proffs.

### Proffskarriär
Proffs blev Johnsson ändå. Han var nära förtrogen med Gais tyske tränare Willy Wolf, och med dennes hjälp gick han efter sin andra allsvenska säsong 1950 till franska Stade Français, där han blev mycket uppskattad och kallades "Le bombière" för sina hårda skott. Han spelade i Stade på alla positioner i kedjan, allt efter hur klubben behövde honom, men han trivdes bäst som högerytter eller center. Under sin andra säsong för klubben vann Johnsson skytteligan i andradivisionen med 34 mål på 34 matcher, och Stade Français gick upp i högstaligan igen. Han stannade i Stade i 4,5 säsonger, men då klubben 1954 återigen hade blivit relegerad till andradivisionen bytte han efter en halv säsong i tvåan till RC Lens. Med Lens kom han tvåa i ligan både 1956 och 1957 och gick till final i ligacupen 1957. Efter säsongen 1956/1957 gick han vidare till FC Nancy i andradivisionen, där han återigen vann skytteligan och förde klubben upp i förstaligan.
Efter bara en säsong i Nancy flyttade Johnsson emellertid till Schweiz och FC Lausanne-Sport 1958. Han gjorde därefter en halv säsong i franska SC Toulon och sedan ytterligare två säsonger i Schweiz, i Yverdon-Sport FC. I Yverdon var han spelande tränare i två säsonger innan han avslutade sin elitkarriär efter säsongen 1961/1962. Han varvade därefter ner som spelande tränare och lagledare i division III-klubben FC Martigny-Sports till och med säsongen 1966/1967.

## Utanför planen

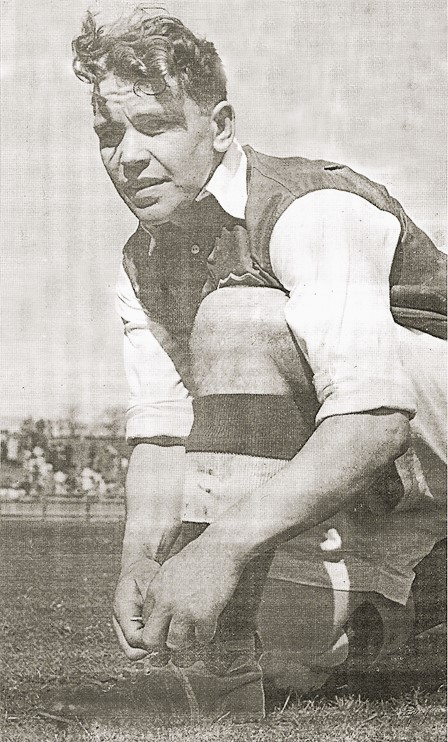
Atom-Egon Johnsson med Gais.

Under sin tid i Gais arbetade Johnsson som polis i Göteborg, och under proffsåren ägde han en murbruksfabrik i Vårgårda. I Schweiz utbildade han sig till kiropraktor, och han arbetade efter den aktiva karriären som sjukgymnast och rehabiliteringsexpert.
Johnsson avled i förtid på grund av en obotlig sjukdom den 20 juli 1985. Han blev inte ens 59 år gammal. Han är gravsatt i minneslunden på Höganäs kyrkogård.

## Spelstil
Johnsson var stor och stark, men var ändå mycket snabb. Han var känd för att ha ett fruktansvärt hårt skott med båda fötterna, något som gav honom hans smeknamn "Atom-Egon" och "Le Bombière". Han sågs dock som något ensidig i sitt spel; hans övriga spel var inte lika bra som hans skott och målsinne. Han kunde spela på alla platser i den dåtida femmannakedjan, men gjorde sig bäst som högerytter. I början av sin karriär spelade han även centerhalv och back.
O'Kay Lidström beskriver 1957 Johnsson följande:
| ”                       | Det är hans friska optimism och oförfärade lust att gå på, som gjort honom till vad han är i fotboll. [...] Hans liksom rullande stil får en att tänka på att "Här kommer Fritiof Andersson" eller "Styrman Karlsson går i land" eller något liknande. Han ger sig inte tid till långa funderingar, när han får vittring av motståndarburen – nej, det blir tjo och pang för hela slanten och den metoden är inte så dum den heller. | „ |
| – O'Kay Lidström, 1957. | |   |

## Karriärstatistik
| Klubb              | Säsong             | Liga               | Liga    | Liga | Internationell cup | Internationell cup | Totalt  | Totalt |
| Klubb              | Säsong             | Division           | Matcher | Mål  | Matcher            | Mål                | Matcher | Mål    |
| ------------------ | ------------------ | ------------------ | ------- | ---- | ------------------ | ------------------ | ------- | ------ |
| Gais               | 1948/1949          | Allsvenskan        | 20      | 14   | —                  | —                  | 20      | 14     |
| Gais               | 1949/1950          | Allsvenskan        | 22      | 9    | —                  | —                  | 22      | 9      |
| Stade Français     | 1950/1951          | Ligue 1            | 33      | 12   | —                  | —                  | 33      | 12     |
| Stade Français     | 1951/1952          | Ligue 2            | 34      | 34   | —                  | —                  | 34      | 34     |
| Stade Français     | 1952/1953          | Ligue 1            | 23      | 14   | —                  | —                  | 23      | 14     |
| Stade Français     | 1953/1954          | Ligue 1            | 23      | 9    | —                  | —                  | 23      | 9      |
| Stade Français     | 1954/1955          | Ligue 2            | 16      | 5    | —                  | —                  | 16      | 5      |
| RC Lens            | 1954/1955          | Ligue 1            | 12      | 7    | —                  | —                  | 12      | 7      |
| RC Lens            | 1955/1956          | Ligue 1            | 22      | 16   | —                  | —                  | 22      | 16     |
| RC Lens            | 1956/1957          | Ligue 1            | 32      | 29   | —                  | —                  | 32      | 29     |
| FC Nancy           | 1957/1958          | Ligue 2            | 41      | 29   | —                  | —                  | 41      | 29     |
| FC Lausanne-Sport  | 1958/1959          | Nationalliga A     | 23      | 12   | 1                  | 1                  | 24      | 13     |
| FC Lausanne-Sport  | 1959/1960          | Nationalliga A     | 11      | 6    | —                  | —                  | 11      | 6      |
| SC Toulon          | 1959/1960          | Ligue 1            | 17      | 9    | —                  | —                  | 17      | 9      |
| Yverdon-Sport FC   | 1960/1961          | Nationalliga B     | 23      | 16   | —                  | —                  | 23      | 16     |
| Yverdon-Sport FC   | 1961/1962          | Nationalliga B     | 16      | 9    | —                  | —                  | 16      | 9      |
| Totalt i karriären | Totalt i karriären | Totalt i karriären | 368     | 230  | 1                  | 1                  | 369     | 231    |